# Museu Arqueològic d'Istanbul
El Museu Arqueològic d'Istanbul (en turc: İstanbul Arkeoloji Müzesi, oficialment Müzeleri, 'Museus') és un museu arqueològic situat al districte de Fatih de la ciutat d'Istanbul (Turquia).

## Història
Situat als jardins externs del palau de Topkapı, el museu va ser fundat com a museu imperial (İmparatorluk Müzesi). Es va inaugurar l'any 1891 a l'edifici principal sota la direcció del pintor i arqueòleg Osman Hamdi Bey. El museu aviat va incrementar les seves col·leccions amb fons provinents de tot l'Imperi Otomà.
La construcció de l'edifici principal es va iniciar el 1881, sota la direcció de l'arquitecte Alexandre Vallaury. El 1991 se'n va ampliar el recinte amb un nou edifici de quatre plantes. El pòrtic de l'entrada es va inspirar en el sarcòfag de les Ploraneres.

## Col·lecció
La col·lecció del museu es presenta en una vintena de sales distribuïdes al llarg de l'edifici antic i les quatre plantes construïdes durant la dècada de 1990. Aquestes sales estan dividides en les galeries següents:
- Arqueologia clàssica: situada a l'edifici principal del complex, hi destaquen les obres següents: l'estàtua de Màrsies, l'estàtua i bust d'Alexandre el Gran, el sarcòfag de les Ploraneres i el sarcòfag d'Alexandre, una de les peces més importants del museu. Aquest grup de sarcòfags es van trobar a Sidó (a l'actual Líban).
- Col·leccions tràcies, bitínies i romanes d'Orient: situades a la planta baixa de l'edifici construït el 1991.
- «Istanbul al llarg del temps»: situada al primer pis del nou edifici, hi destaca el mosaic de la icona de la Presentació, del segle VI-VII.
- Troia: al segon pis de l'edifici nou, conté obres d'aquesta zona de Turquia. S'hi exposen algunes de les peces del Tresor Schliemann.
- Cultures adjacents a Anatòlia: s'hi mostren diferents objectes de les zones properes al sud de Turquia, com per exemple Xipre, Síria o Palestina. S'hi poden veure uns relleus funeraris sirians, el calendari de Gezer i la reconstrucció d'un mausoleu descobert a Palmira.
- Museu de l'Antic Orient: hi destaca la taula del Tractat de Cadeix.
- Rajoles i ceràmiques turques: instal·lada al pavelló Çinilli, hi destaca el Mihrab Karaman, un mihrab blau recobert amb rajoles.
- Al pati exterior es poden contemplar els sarcòfags de pòrfir (segles IV-V) on van ser enterrats els primers emperadors romans d'Orient.

## Galeria d'imatges

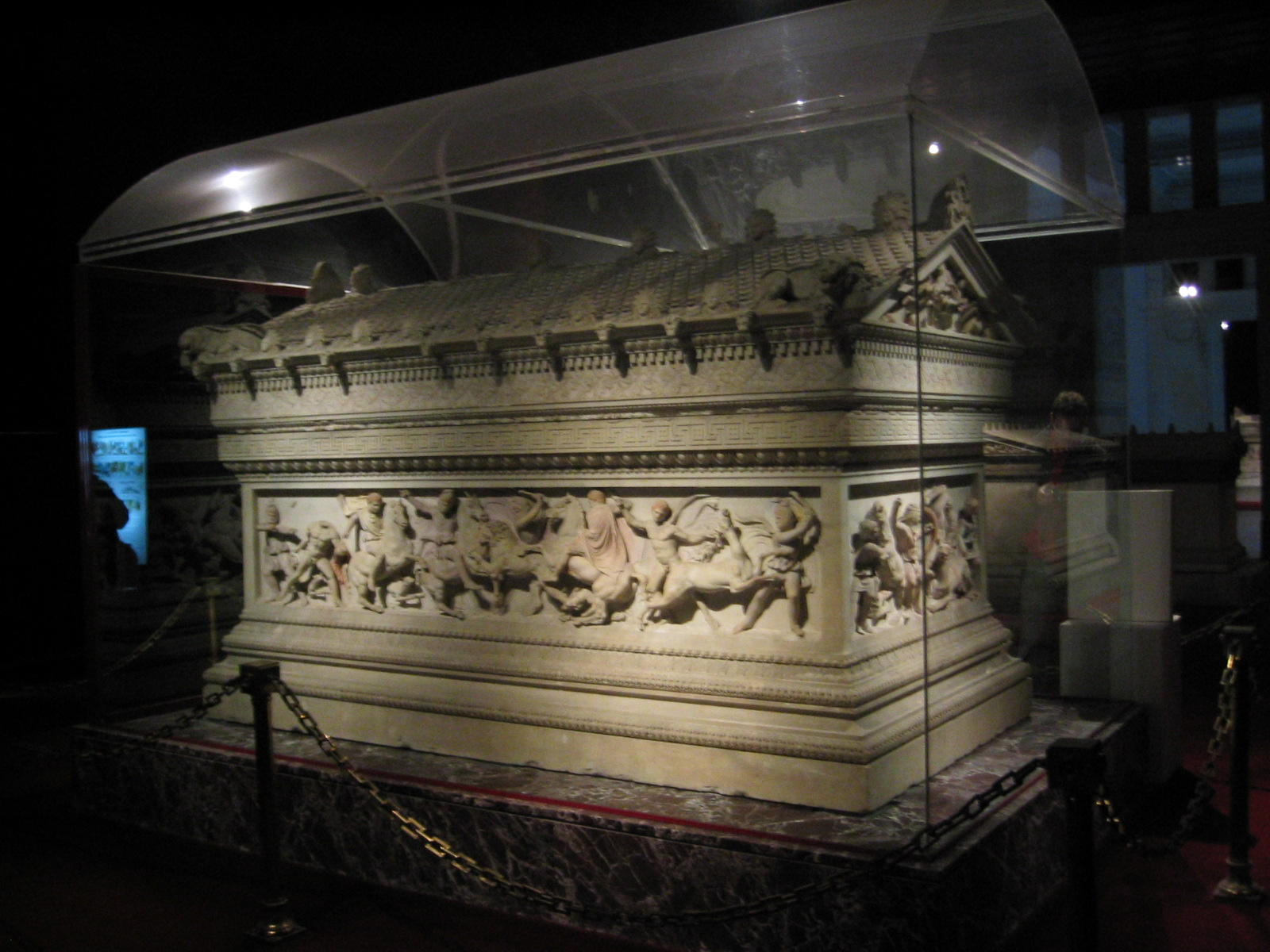
Sarcòfag d'Alexandre
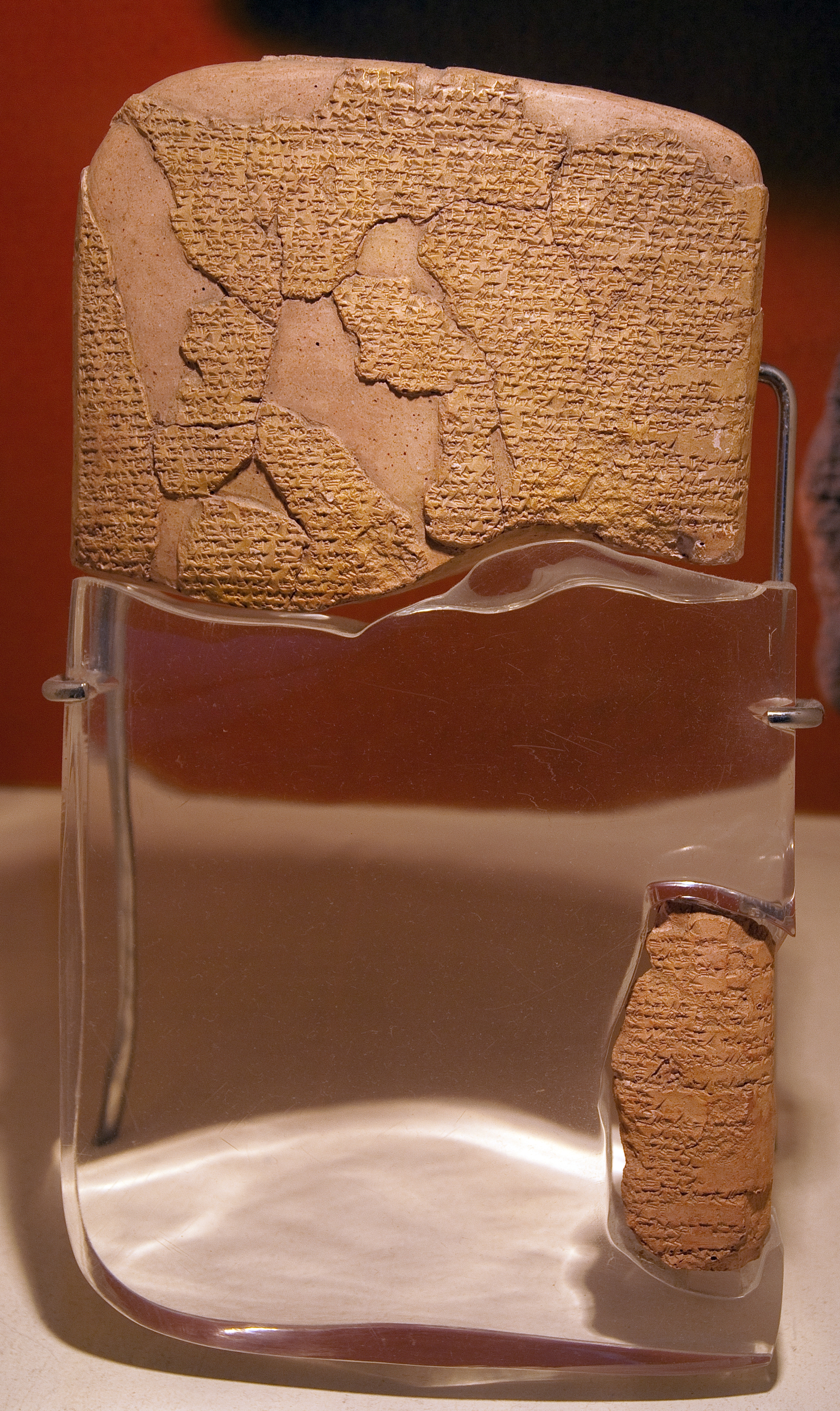
Tractat de Cadeix
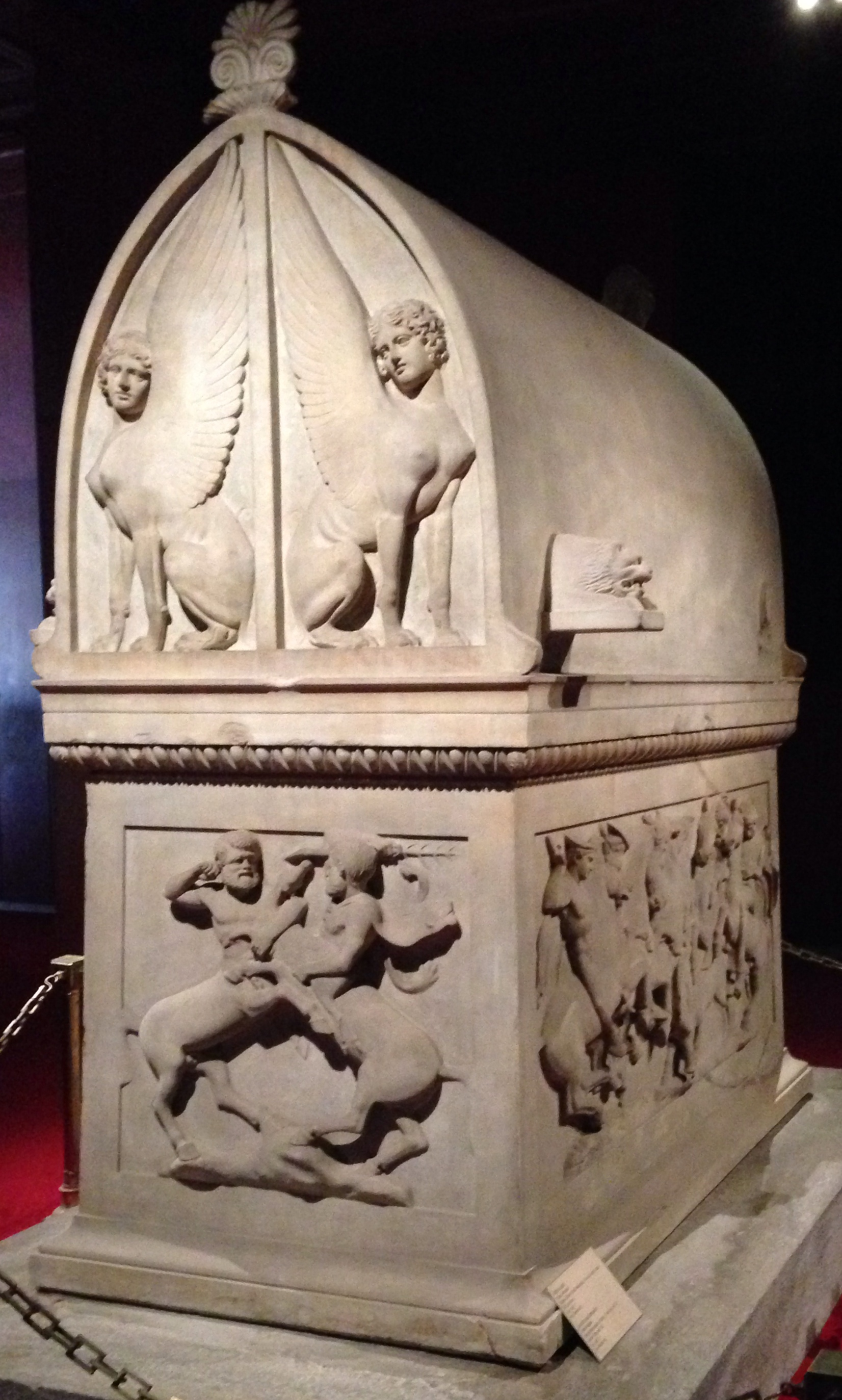
Sarcòfag lici de marbre de Paros trobat a Sidó
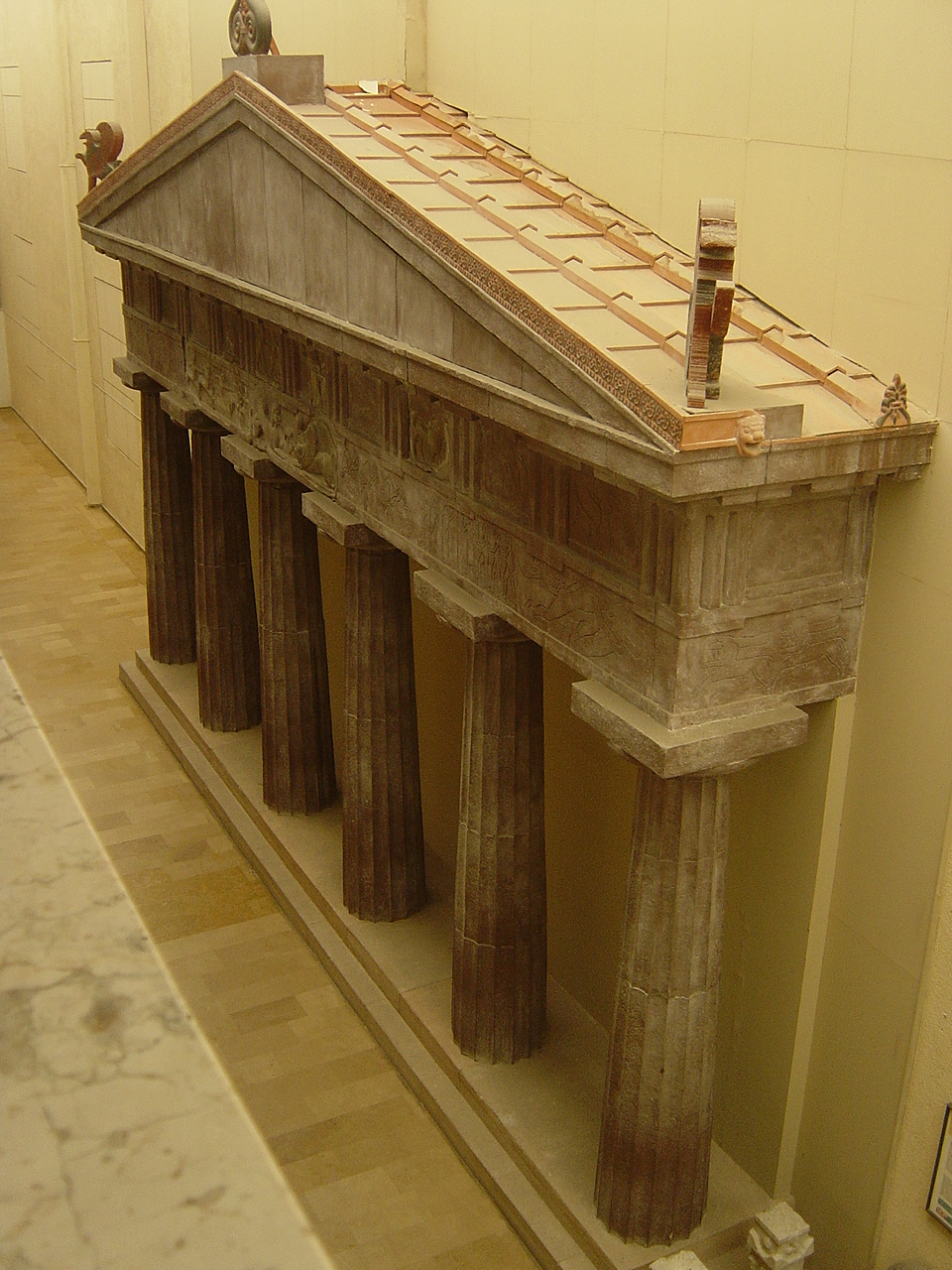
Frontó d'un temple
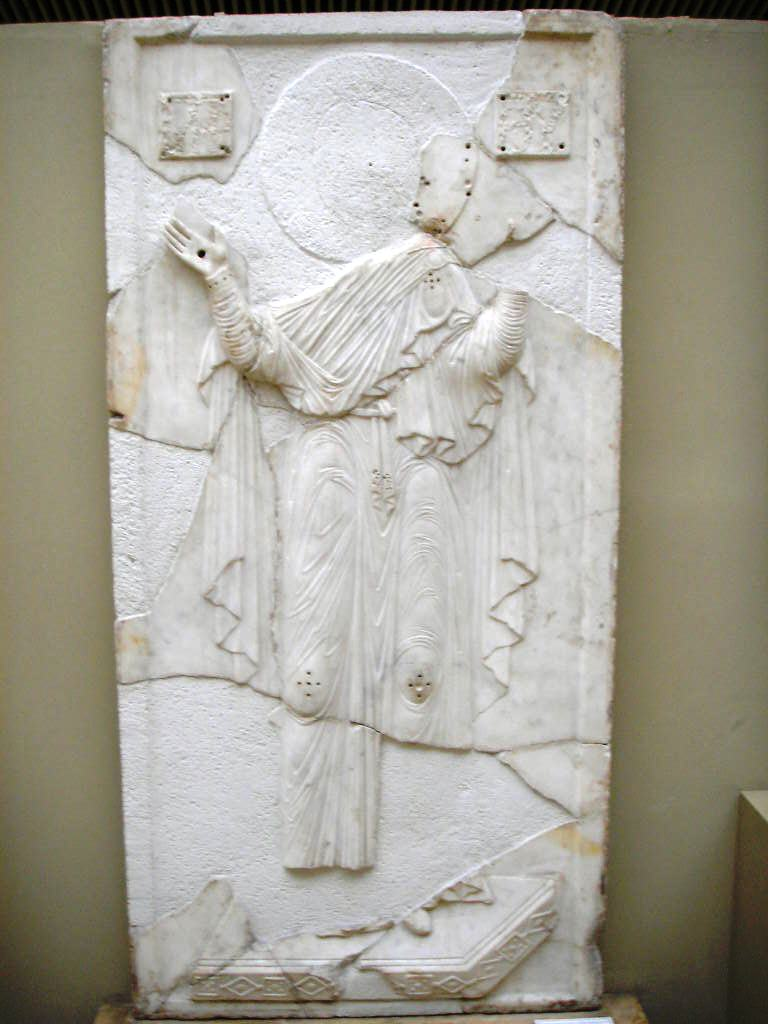
Icona d'un relleu de la Mare de Déu
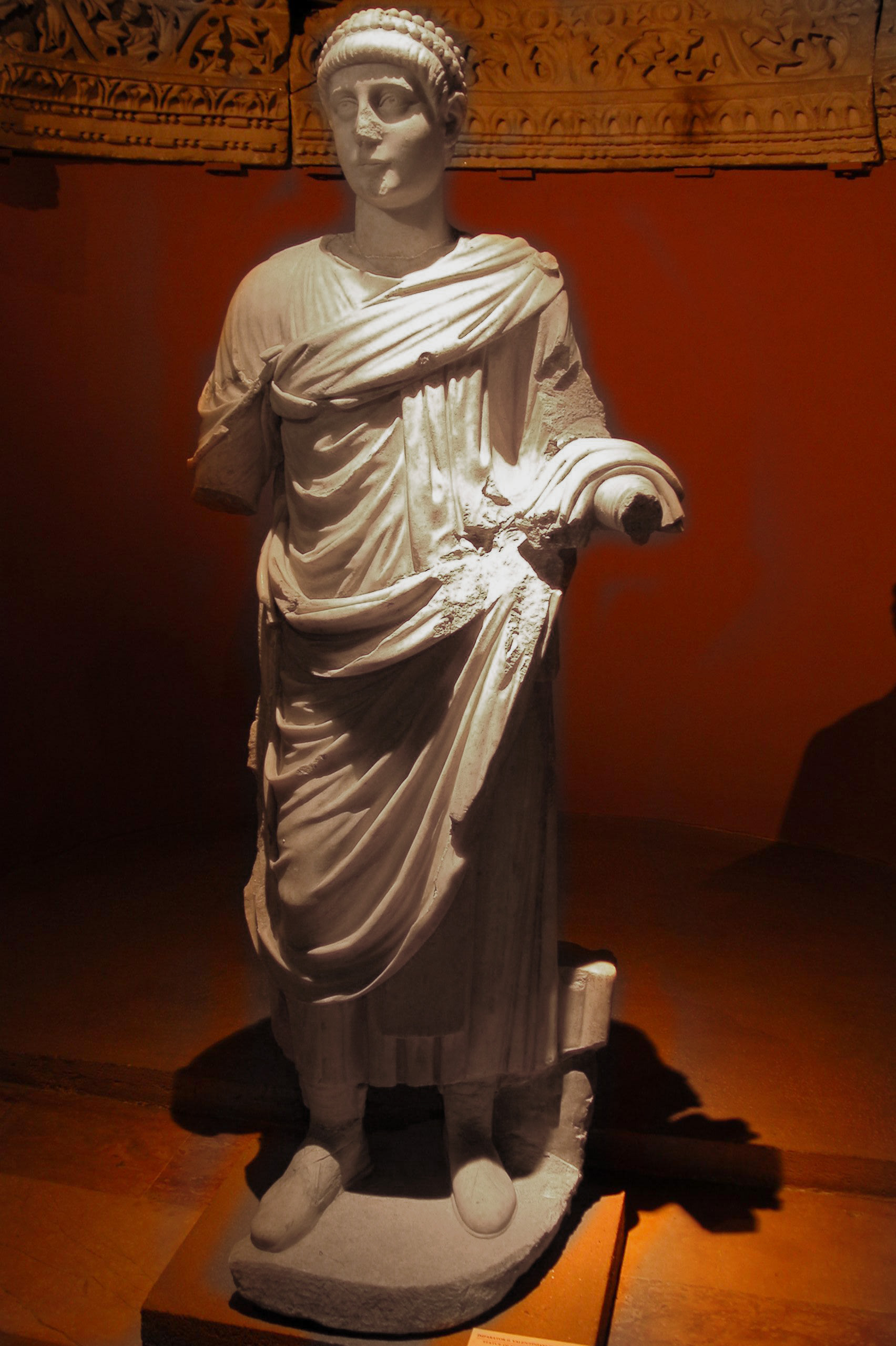
Estàtua de l'emperador romà Valentinià II
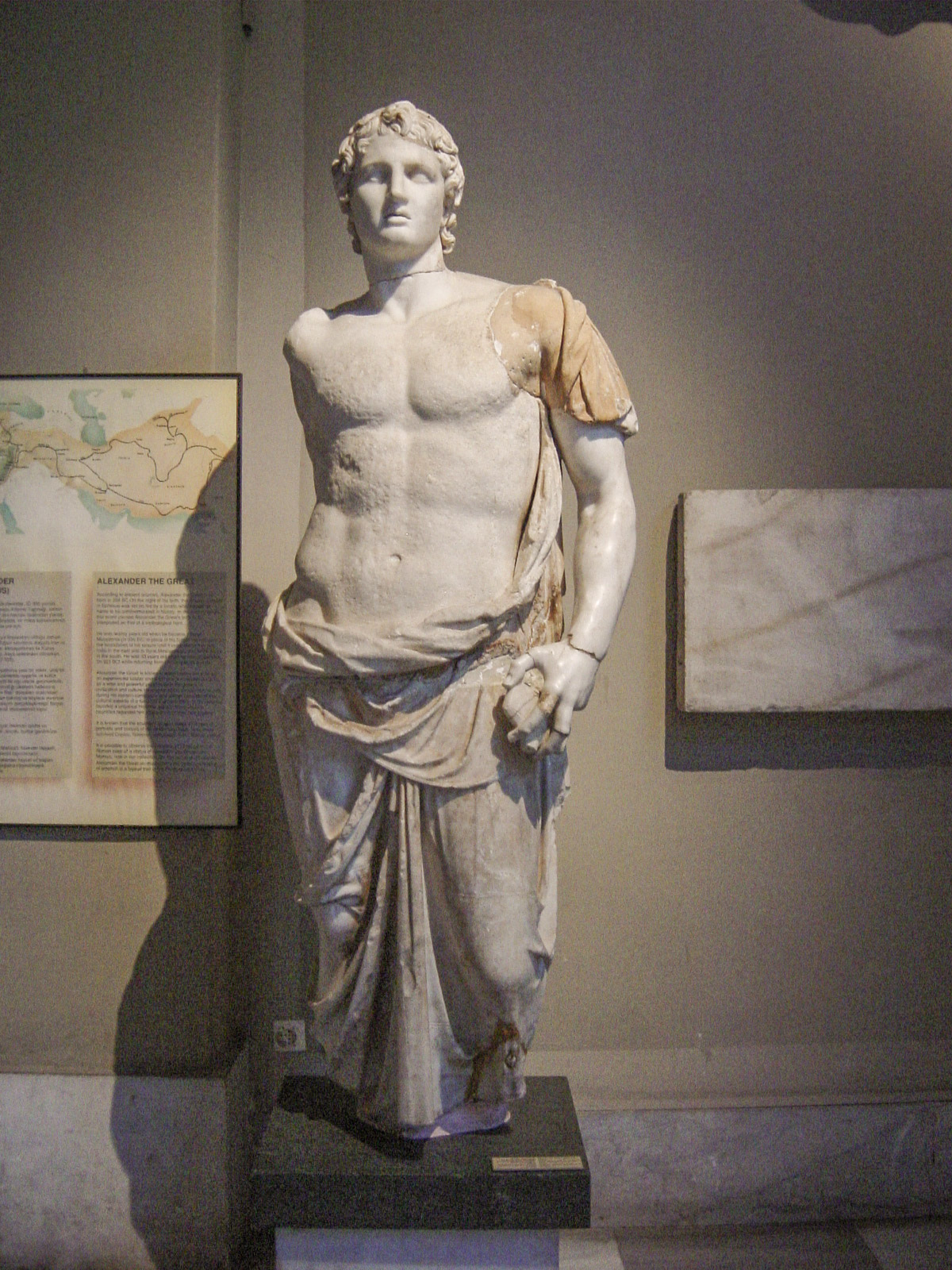
Estàtua d'Alexandre el Gran
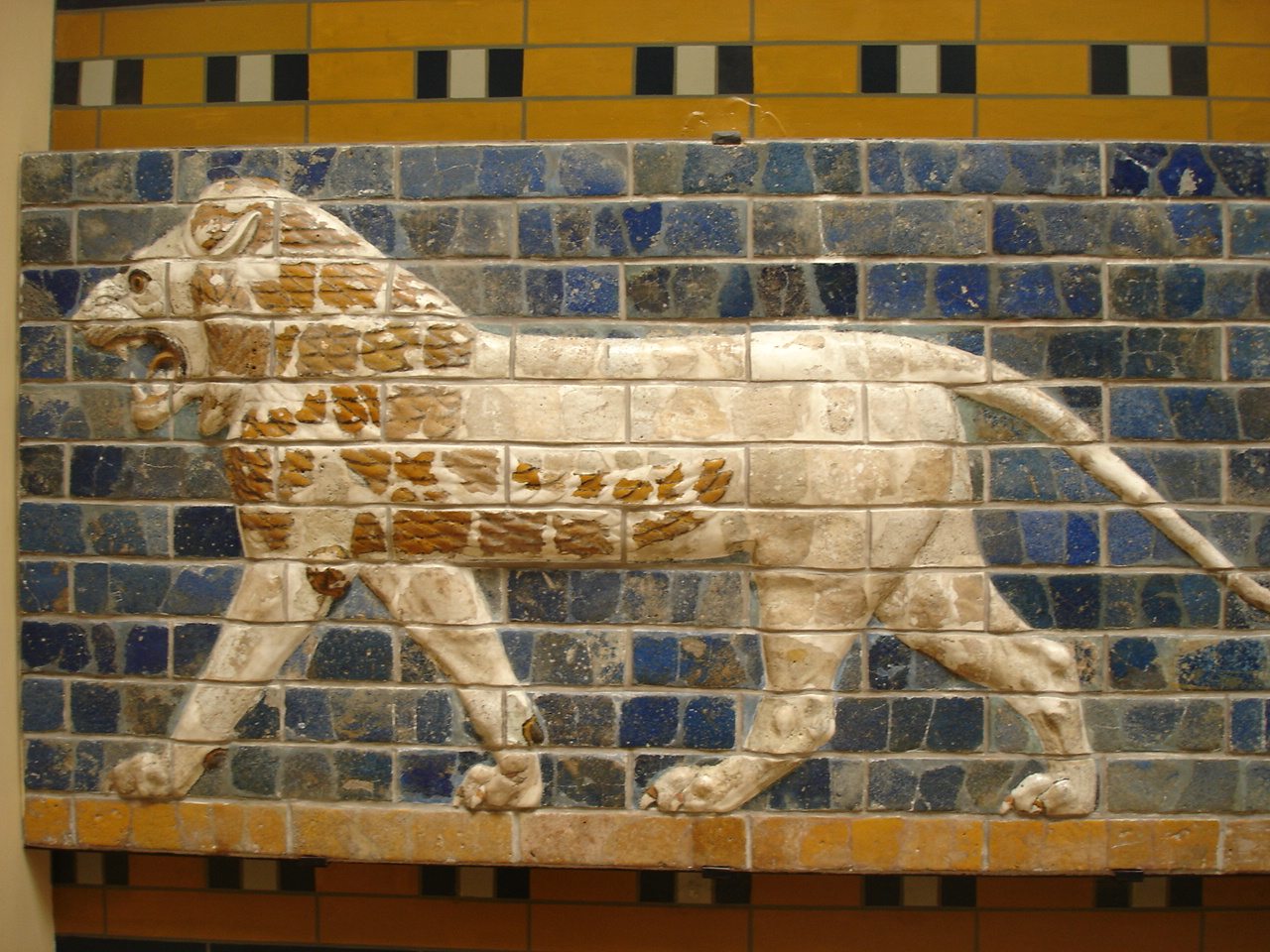
Relleu de la Porta d'Ixtar
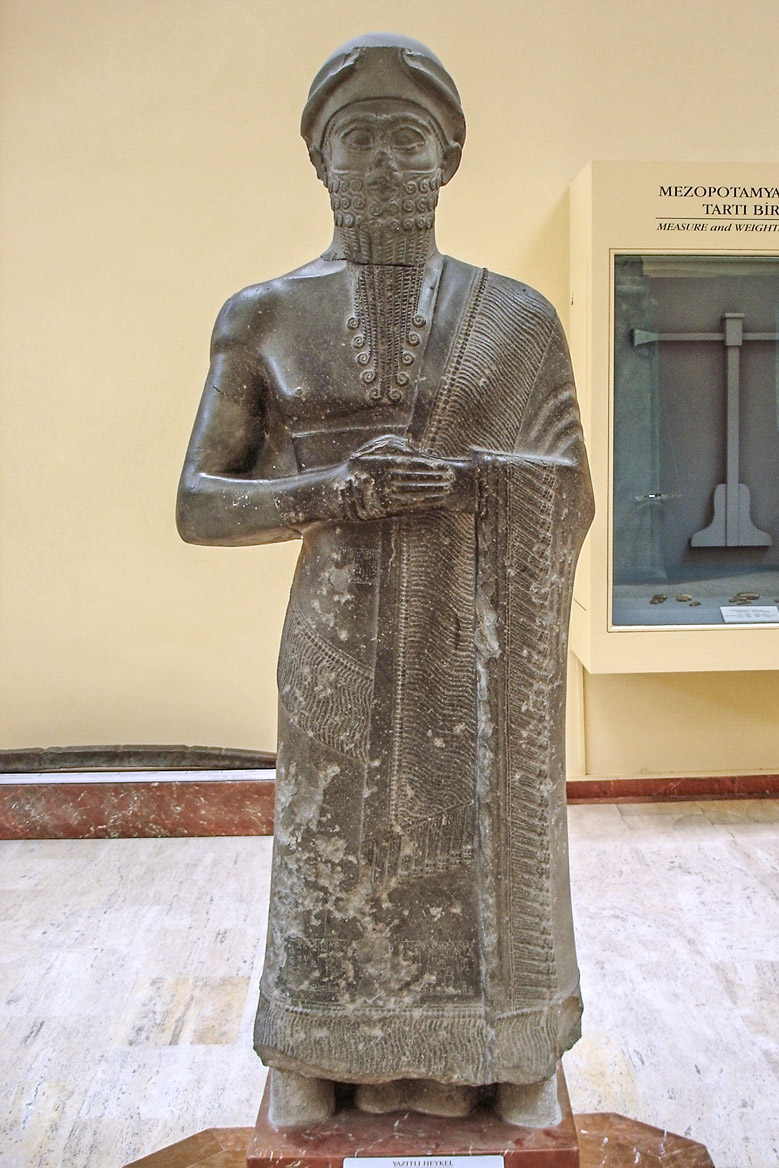
Puzur Ixtar, governador de Mari
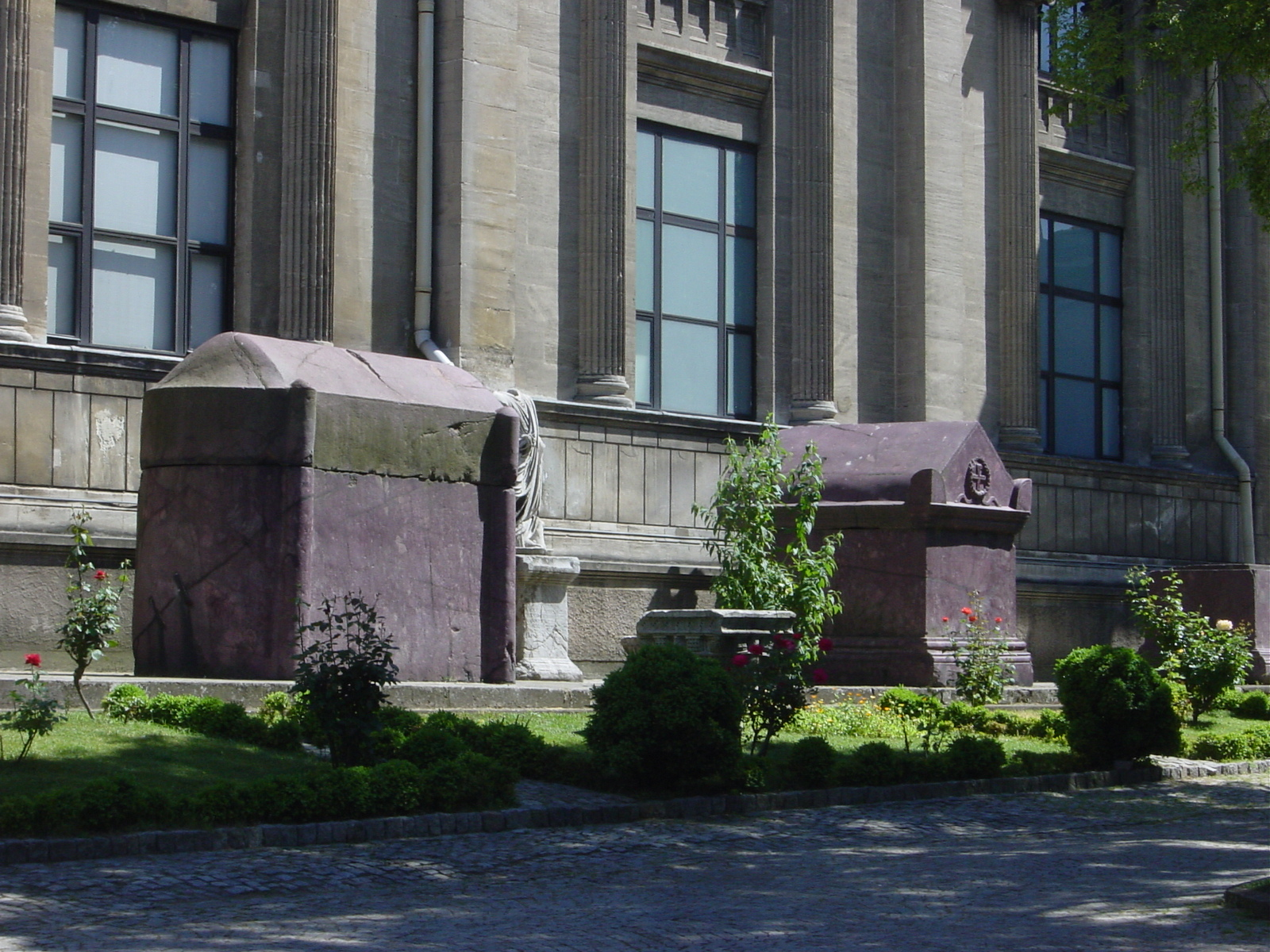
Sarcòfags de pòrfir dels emperadors romans d'Orient
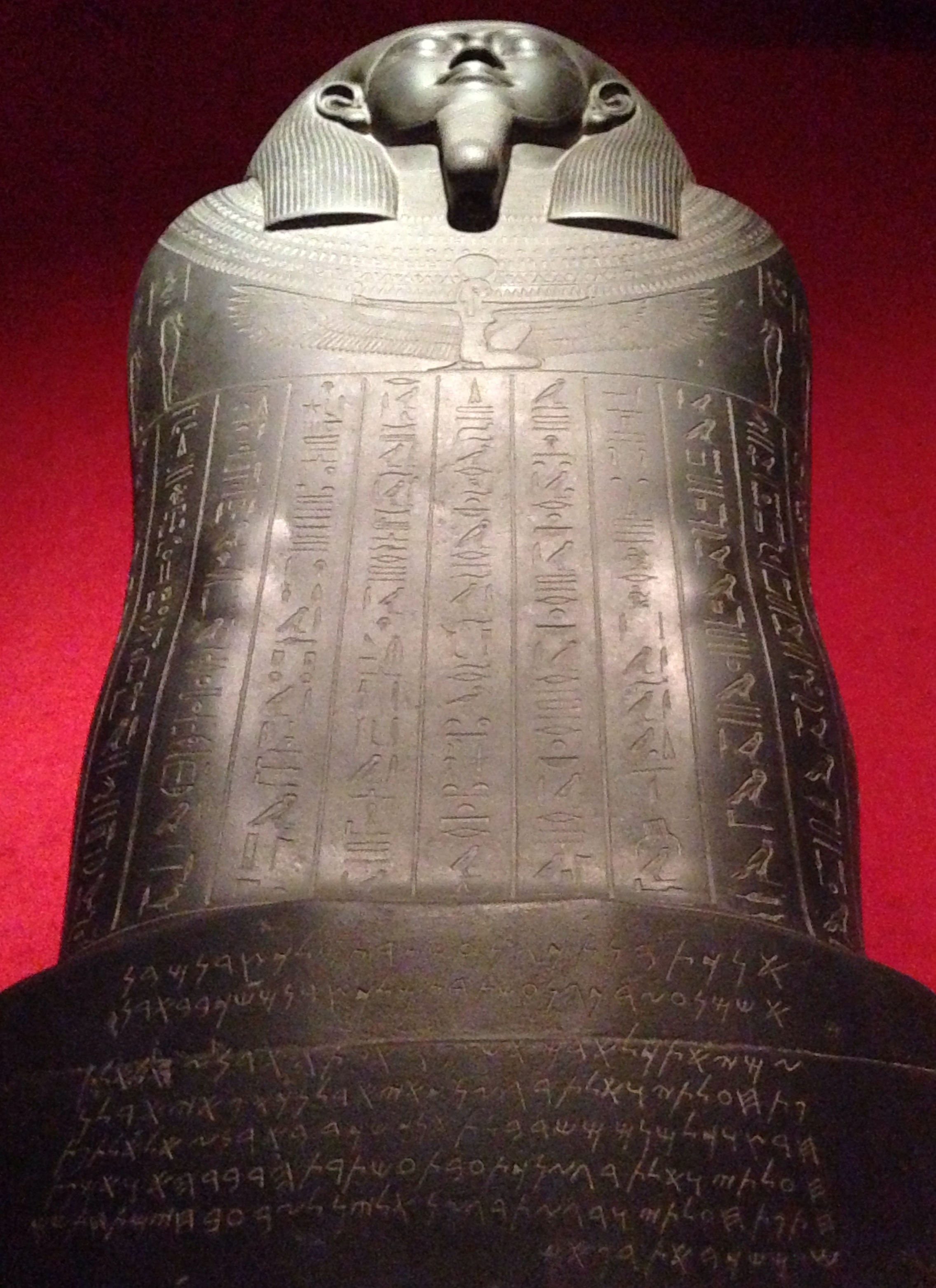
Sarcòfag de Tabnit, de diorita, procedent de la necròpoli de Sidó